# Nippon Sei Ko Kai

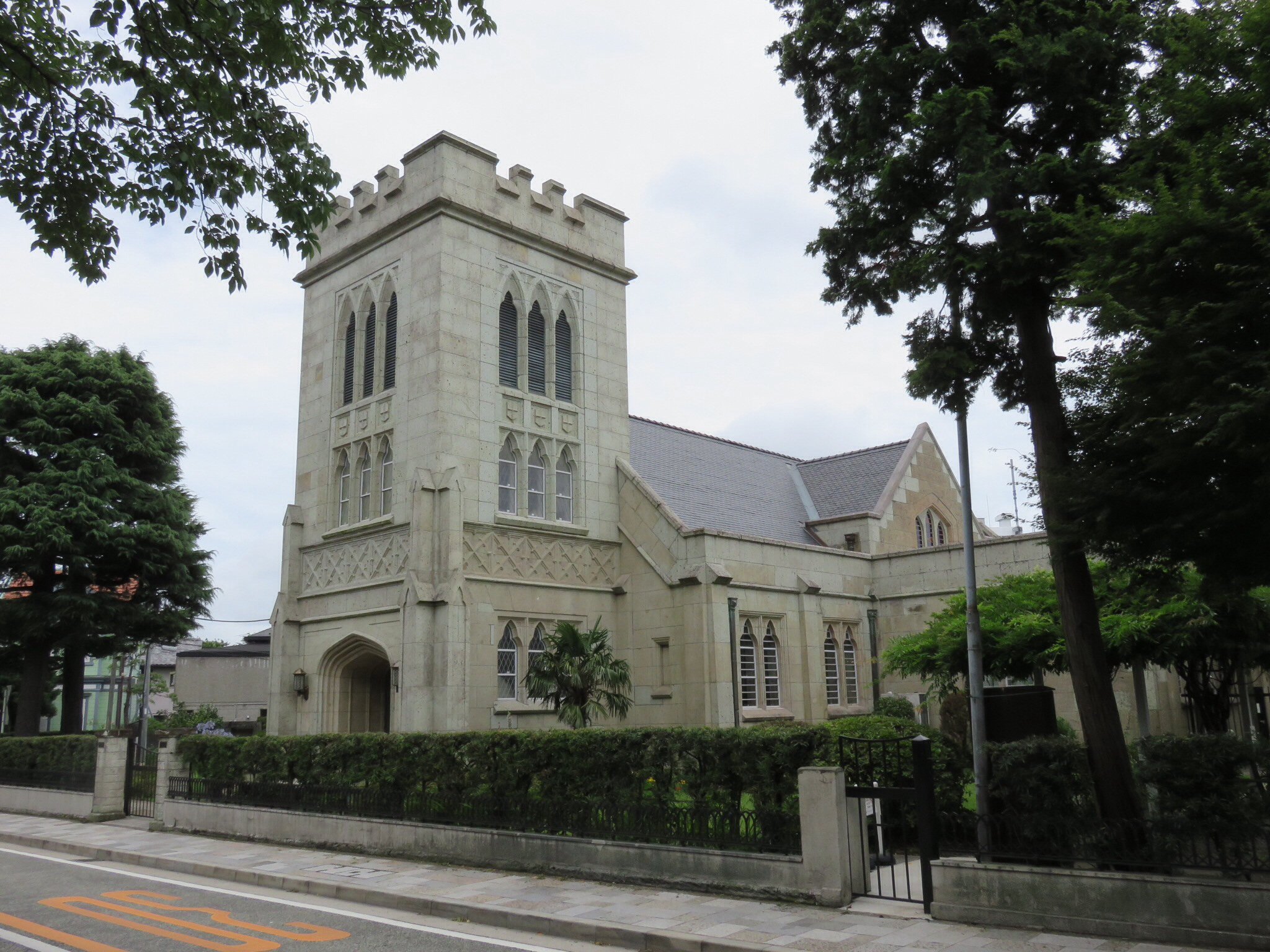
Christ Church in Yokohama (erbaut 1931)

Die Nippon Sei Ko Kai (jap. 日本聖公会 Nippon Seikōkai, wörtlich: „Heilige, öffentliche Versammlung Japans“) ist eine Mitgliedskirche der Anglikanischen Gemeinschaft und beschränkt sich auf das Gebiet von Japan.
Ihre Anfänge liegen in den Missionen des 19. Jahrhunderts und gingen von den USA aus. 1887 konnte sie offiziell gegründet werden und hatte bereits 1923 ihren ersten Einheimischen als Bischof. Seit 1930 ist sie eine selbständige anglikanische Kirchenprovinz.
Die Ordination von Frauen ist in der NSKK möglich, zum Diakonat seit 1978 und zum Priestertum seit 1998, ist in Teilen der Kirche jedoch umstritten und nicht in jedem Bistum möglich. 
Im Jahr 2022 wurde mit Maria Grace Tazu Sasamori die erste Frau zum Bischof geweiht.
Die Kirche vertritt eine traditionelle Sicht auf Ehe und Sexualität.

## Struktur

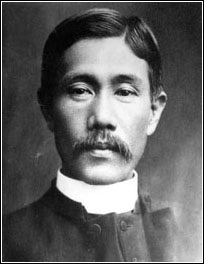
John Toshimichi Imai, erster japanischer anglikanischer Priester und erster Präsident des Central Theological College in Tokyo

Heute zählt die Kirchenprovinz Japan (日本管区, Nippon Kanku) 11 Diözesen (Chūbu, Hokkaidō, Nord-Kantō (Kitakantō), Kōbe, Kyōto, Kyūshū, Okinawa, Osaka, Tōhoku, Tokio, Yokohama) und einen eigenen Primas, welcher derzeit David Eisho Uehara ist.
Gegenwärtig (2024) gehören ihr etwa 32.000 Mitglieder an.
| Diözese    | Sitz                  | Bischof                                               |
| ---------- | --------------------- | ----------------------------------------------------- |
| Chubu      | Shōwa-ku, Nagoya      | Francis of Assisi Renta Nishihara                     |
| Hokkaido   | Kita-ku, Sapporo      | Maria Grace Tazu Sasamori                             |
| Nord-Kanto | Ōmiya-ku, Saitama     | Francis Xavier Hiroyuki Takahashi als Interimsbischof |
| Kōbe       | Chūō-ku, Kōbe         | Augustine Naoaki Kobayashi                            |
| Kyōto      | Kamigyō-ku, Kyōto     | Stephen Takashi Kochi                                 |
| Kyushu     | Chūō-ku, Fukuoka      | Luke Kenichi Muto                                     |
| Okinawa    | Urasoe                | David Eisho Uehara                                    |
| Osaka      | Abeno-ku, Osaka       | Andrew Haruhisa Iso                                   |
| Tohoku     | Aoba-ku, Sendai       | Francis Kiyosumi Hasegawa                             |
| Tokio      | Minato, Tokio         | Francis Xavier Hiroyuki Takahashi                     |
| Yokohama   | Kanagawa-ku, Yokohama | Ignatius Osamu Irie                                   |